# Naith
El Naith, que significa cuña o punta en sindarin, es un lugar ficticio que pertenece al legendarium creado por el escritor británico J. R. R. Tolkien. Era la región más extensa del reino de Lothlórien, y la más custodiada. Estaba situada en el ángulo que formaba la confluencia del Celebrant al sur y el Anduin al este. Allí habitaban los elfos silvanos, y es donde estaba edificada su mayor ciudad, Caras Galadon, en medio de un bosque de mallorn. También había allí una importante colina, Cerin Amroth. La región estaba surcada por innumerables caminos y senderos ocultos.
La Comunidad del Anillo llegó allí el día 16 de enero del 3019 de la Tercera Edad del Sol y abandonó el lugar el 16 de febrero. En marzo los ejércitos enviados por Sauron intentan destruir el Naith varias veces, pero todos sus intentos fueron en vano, gracias al anillo de Galadriel, Nenya.
- Datos: Q5858823